# Villa Santina
Villa Santina (friülà Vile di Cjargne) és un municipi italià, dins de la província d'Udine. És situat dins la Val Tagliamento, a la Cjargne. L'any 2007 tenia 2.234 habitants. Limita amb els municipis d'Enemonzo, Lauco, Raveo, Tolmezzo i Verzegnis.

## Administració
| Període | Identitat       | Partit        |
| ------- | --------------- | ------------- |
| 2004-   | Arturo De Prato | Llista cívica |